# U-21サッカージョージア代表
U-21サッカージョージア代表（U-21サッカージョージアだいひょう、グルジア語: საქართველოს 21 წლამდე ფეხბურთელთა ნაკრები, 英語: Georgia national under-21 football team）は、ジョージアサッカー連盟によって編成されるジョージアのサッカーの21歳以下のナショナルチームである。21歳以下を対象とするUEFA U-21欧州選手権に出場するためのチームである。

## 歴史
1991年、ジョージアがソビエト連邦から独立を果たすと、3年後の1994年にU-21ジョージア代表が結成された。UEFA U-21欧州選手権には1996年大会の予選から出場し始めたが、2021年大会まで本大会出場経験はなかった。しかし、2023年大会がジョージアとルーマニアの共催で行われることが決定すると、大会ホスト国として同大会の予選が免除されたため、U-21ジョージア代表は史上初めてUEFA U-21欧州選手権本大会への切符を手にすることとなった。本大会のグループステージではポルトガル、オランダ、ベルギーのグループを首位で突破したものの、ベスト8でU-21イスラエル代表に敗れた。

## UEFA U-21欧州選手権の成績
| 開催年    | 結果                                | 試                 | 勝                 | 分                 | 負                 | 得                 | 失                 |
| --------- | ----------------------------------- | ------------------ | ------------------ | ------------------ | ------------------ | ------------------ | ------------------ |
| 1960-1994 | ソビエト連邦の一部                  | ソビエト連邦の一部 | ソビエト連邦の一部 | ソビエト連邦の一部 | ソビエト連邦の一部 | ソビエト連邦の一部 | ソビエト連邦の一部 |
| 1996      | 予選敗退                            | 予選敗退           | 予選敗退           | 予選敗退           | 予選敗退           | 予選敗退           | 予選敗退           |
| 1998      | 予選敗退                            | 予選敗退           | 予選敗退           | 予選敗退           | 予選敗退           | 予選敗退           | 予選敗退           |
| 2000      | 予選敗退                            | 予選敗退           | 予選敗退           | 予選敗退           | 予選敗退           | 予選敗退           | 予選敗退           |
| 2002      | 予選敗退                            | 予選敗退           | 予選敗退           | 予選敗退           | 予選敗退           | 予選敗退           | 予選敗退           |
| 2004      | 予選敗退                            | 予選敗退           | 予選敗退           | 予選敗退           | 予選敗退           | 予選敗退           | 予選敗退           |
| 2006      | 予選敗退                            | 予選敗退           | 予選敗退           | 予選敗退           | 予選敗退           | 予選敗退           | 予選敗退           |
| 2007      | 予選敗退                            | 予選敗退           | 予選敗退           | 予選敗退           | 予選敗退           | 予選敗退           | 予選敗退           |
| 2009      | 予選敗退                            | 予選敗退           | 予選敗退           | 予選敗退           | 予選敗退           | 予選敗退           | 予選敗退           |
| 2011      | 予選敗退                            | 予選敗退           | 予選敗退           | 予選敗退           | 予選敗退           | 予選敗退           | 予選敗退           |
| 2013      | 予選敗退                            | 予選敗退           | 予選敗退           | 予選敗退           | 予選敗退           | 予選敗退           | 予選敗退           |
| 2015      | 予選敗退                            | 予選敗退           | 予選敗退           | 予選敗退           | 予選敗退           | 予選敗退           | 予選敗退           |
| 2017      | 予選敗退                            | 予選敗退           | 予選敗退           | 予選敗退           | 予選敗退           | 予選敗退           | 予選敗退           |
| 2019      | 予選敗退                            | 予選敗退           | 予選敗退           | 予選敗退           | 予選敗退           | 予選敗退           | 予選敗退           |
| 2021      | 予選敗退                            | 予選敗退           | 予選敗退           | 予選敗退           | 予選敗退           | 予選敗退           | 予選敗退           |
| 2023      | ベスト8                             | 4                  | 1                  | 3                  | 0                  | 5                  | 3                  |
| 通算      | 最高成績 : ベスト8 16大会中/1回出場 | 4                  | 1                  | 3                  | 0                  | 5                  | 3                  |

## 歴代監督
- ヴラディミル・グツァエフ 1998-1998
- ジグラ・イムナーゼ 1998-1999
- ムルタズ・クルトシラヴァ 1999-2001
- ショウ・コパレイシュヴィリ 2001-2003
- レヴァズ・アルヴェラーゼ 2003-2004
- ゴチャ・トケブチャヴァ 2004-2005
- コバ・ゾルジカシュヴィリ 2005-2006
- ラルフ・ミンゲ 2006-2007
- ペタル・シェグルト 2007-2009
- オタル・ガベリア 2009-2011
- ソソ・チェディア 2011-2012
- アレクサンドル・チヴァーゼ 2012-2016
- ギオルギ・ツェツァーゼ 2017-2019
- ヴァシル・マイスラーゼ 2019-